# Orlando Zancaner
Orlando Gabriel Zancaner (Catiguá, 18 de março de 1923 - São Paulo, 17 de maio de 1995) foi um advogado, fazendeiro, ex-político brasileiro e conselheiro do Tribunal de Contas de São Paulo. 
Foi eleito vereador em 1950 e vice-prefeito de Catanduva em 1954 pelo Partido Social Progressista, pelo mesmo partido foi eleito para seu primeiro mandato de deputado estadual, e reeleito para o segundo, em 1962, cargo que exerceu por três legislaturas sendo a terceira, eleito pela ARENA.
Em 1970, foi eleito pela senador do estado de São Paulo, foi o segundo mais votado com 1.944.646 votos ficando apenas atrás de Franco Montoro (MDB) e derrotando Hilário Torloni (ARENA) e Lino de Matos (MDB).
Em 23 de abril de 1976 foi nomeado conselheiro do Tribunal de Contas de São Paulo pelo então governador Paulo Egídio Martins, cargo de exerceu até 1993 quando foi convidado pelo então governador Luiz Antônio Fleury para ser Diretor do Banespa, permanecendo no cargo até 1994.
Faleceu em 17 de maio de 1995, aos 72 anos.

## Desempenho Eleitoral
| Ano  | Eleição                | Cargo             | Partido                       | Partido | Coligação              | Vice      | Votos para Zancaner | Votos para Zancaner | Votos para Zancaner | Resultado | Ref   |
| Ano  | Eleição                | Cargo             | Partido                       | Partido | Coligação              | Vice      | Total               | %                   | P.                  | Resultado | Ref   |
| ---- | ---------------------- | ----------------- | ----------------------------- | ------- | ---------------------- | --------- | ------------------- | ------------------- | ------------------- | --------- | ----- |
| 1950 | Municipal de Catanduva | Vereador          |                               | PSP     | Partido Isolado        | —         | -                   | -                   | -                   | Eleito    | [ 2 ] |
| 1954 | Municipal de Catanduva | Vice-prefeito     | Partido Isolado               | PSP     | Titular Desconhecido   | -         | -                   | 1°                  | Eleito              |           | [ 2 ] |
| 1958 | Estadual de São Paulo  | Deputado Estadual | Partido Isolado               | PSP     | —                      | 10.920    | -                   | 29°                 | Eleito              |           | [ 2 ] |
| 1962 | Estadual de São Paulo  | Deputado Estadual | Aliança Partidária (PSP, PSD) | PSP     | —                      | 11.808    | -                   | 31°                 | Eleito              |           | [ 2 ] |
| 1966 | Estadual de São Paulo  | Deputado Estadual |                               | ARENA   | Partido Isolado        | —         | 20.862              | -                   | 14°                 | Eleito    | [ 2 ] |
| 1970 | Estadual de São Paulo  | Senador           | Partido Isolado               | ARENA   | Suplente: Otto Lehmann | 1.944.646 | 25,71%              | 2°                  | Eleito              |           | [ 2 ] |